# Koninklijke Fanfare Sint-Cecilia Londerzeel Sint-Jozef
De Koninklijke Fanfare "Sint-Cecilia" Londerzeel Sint-Jozef (sinds 30/10/2015 Muziekvereniging Ritmico) is een fanfareorkest uit Londerzeel Sint-Jozef dat opgericht werd in 1878.

## Geschiedenis
De eerste geïnteresseerde actieve leden hadden in 1877 de heer Van de Velde, de koster vanuit de parochiekerk in Londerzeel Sint-Jozef, gekozen om eerst als onderwijzer en later als dirigent te fungeren. Na ijverig studeren werd de fanfare officieel opgericht in het voorjaar van 1878. Met de eerste algemene repetities werd onder leiding van Van de Velde begonnen. Daarna nam Jozef Caluwaerts de taak over en bracht gelijk drie zonen mee, die ieder een instrument speelden. De vereniging kreeg aanvankelijk de naam Fanfare Sint-Cecilia Londerzeel Sint-Jozef.
Op 26 april 1928 kreeg de vereniging het predicaat Koninklijk van koning Albert I.
Dat de vereniging zich ook muzikaal ontwikkelde is te zien aan de verschillende eerste prijzen bij tornooien en wedstrijden in het binnen- en buitenland. Zo werd op 14 juli 1948 te Zandvoort, in 1949 te Leest (Mechelen), in 1950 naar aanleiding van de hulde van toondichter L. Moens te Londerzeel Centrum, in 1951 te Berlaar, in 1953 te Eikevliet, in 1954 te Willebroek, in 1957 te Zandhoven en in 1960 ter gelegenheid van de jubileumviering te Tisselt tijdens concoursen met succes gemusiceerd.
In 1976 en 1977 vond een uitwisseling met een vereniging in het Duitse Weidenhausen (Gladenbach) plaats.
Vanaf 1967 speelde de fanfare in de tweede afdeling en in 1976 promoveerde men onder leiding van de dirigent Willem Van Hout naar de eerste afdeling. In 1984 werd men te Leuven in de eerste afdeling kampioen van Vlaams-Brabant en in 1985 te Brugge ook Belgisch kampioen in deze afdeling met promotie naar de afdeling uitmuntendheid.
Op 9 februari 1986 debuteerde de fanfare tijdens het provinciaal toernooi te Anderlecht in deze afdeling uitmuntendheid met succes. Op 26 oktober 1986 werd men in Leuven opnieuw kampioen van Vlaams-Brabant, maar nu in de afdeling uitmuntendheid. Tijdens het kampioenschap van België te Gent op 15 maart 1987 behaalde men een tweede prijs met 89% van de punten.
Op 27 en 28 juni 1987 vierde de gemeente Gladenbach (Duitsland) haar 75-jarig bestaan en de fanfare verzorgde het feestconcert in de stadszaal van Gladenbach. Op 27 tot 29 mei 1988 was de fanfare te gast bij de Muzikzug der Freiwilligen Feuerwehr Weidenhausen en bestreed een concert ter gelegenheid van het 60-jarig bestaan van de vrijwillige brandweer. Ook in 1990 was men met de fanfare weer te gast in Weidenhausen ter gelegenheid van de 25-jaar viering van de Muzikzug der Freiwilligen Feuerwehr Weidenhausen. In 1992 behaalde de fanfare een gouden medaille bij het provinciaal muziektoernooi van Brabant. In 1994 ging de vereniging op een vijfdaagse reis naar het Oostenrijkse Holzgau en het Lechtal. Dit werd in 1998 en 2002 herhaald. In 2016 was de vereniging naar goede gewoonte weer te gast in Weidenhausen.
Sinds augustus 2013 gaat de vereniging verder onder de nieuwe naam "MV Ritmico".

## Tegenwoordig[(sinds) wanneer?]
In het fanfareorkest werken momenteel rond 45 muzikanten, meestal afkomstig uit de parochie Sint Jozef. De onderwijzing van de jeugd is in handen van ervaren muzikanten.

## Dirigenten
- 1878-1878 Van de Velde
- 1878-???? Jozef Caluwaerts
- 1878-1924 Jules Meeus (vader van toondichter Lode Meeus)
- 1924-1965 Lode Meeus
- ????-???? S. De Mayer
- ????-???? Van Der Roost
- ????-???? De Feyter
- ????-1973 F. Van Den Bergh
- 1973-2004 Willem Van Hout
- 2004-2009 Niko Daelemans
- 2009-2019 Ben Vanlombeeck
- 2019-heden Jan De Smedt

## Concertreizen
| Jaar | Land       | Locatie |
| ---- | ---------- | --- |
| 1948 | Nederland  | Internationale concours te Zandvoort op 14 juli 1948                                                                            |
| 1976 | Duitsland  | Uitwisseling met de Muzikzug der Freiwilligen Feuerwehr Weidenhausen te Weidenhausen (Gladenbach)                               |
| 1977 | Duitsland  | Uitwisseling met de Muzikzug der Freiwilligen Feuerwehr Weidenhausen te Weidenhausen                                            |
| 1987 | Duitsland  | Feestconcert in de stadszaal van Gladenbach (Duitsland) ter gelegenheid van het 75-jarig gemeentejubileum op 27 en 28 juni 1987 |
| 1988 | Duitsland  | Concert ter gelegenheid van het 60-jarig bestaan van de vrijwillige brandweer Weidenhausen (Gladenbach) van 27 tot 29 mei 1988  |
| 1990 | Duitsland  | Concert ter gelegenheid van de 25-jaar viering van de Muzikzug der Freiwilligen Feuerwehr Weidenhausen                          |
| 1994 | Oostenrijk | Vijfdaagse reis naar het Oostenrijkse Holzgau en het Lechtal                                                                    |
| 1998 | Oostenrijk | Vijfdaagse reis naar het Oostenrijkse Holzgau en het Lechtal                                                                    |
| 2002 | Oostenrijk | Vijfdaagse reis naar het Oostenrijkse Holzgau en het Lechtal                                                                    |
| 2016 | Duitsland  | Concert ter ere van de verbroedering tussen de vereniging en Muzikzug der Freiwilligen Feuerwehr Weidenhausen in Weidenhausen   |